# Bommeria elegans
Bommeria elegans là một loài thực vật có mạch trong họ Adiantaceae. Loài này được (Davenp.) Ranker & Haufler miêu tả khoa học đầu tiên năm 1990.